# Konya
Konya (osmanisch قونیه, von altgriechisch Ἰκόνιον Ikónion (n. sg.), lateinisch Iconium) ist die Hauptstadt der gleichnamigen türkischen Provinz Konya, welche die flächenmäßig größte Provinz der Türkei ist. Konya ist die siebtgrößte Stadt des Landes. Seit der letzten Gebietsreform ist die Büyükşehir Belediyesi (Großstadtgemeinde) Konya flächen- und einwohnermäßig identisch mit der Provinz.

## Geographie
Die Stadt liegt etwa 200 Kilometer südlich der Hauptstadt Ankara in der Ebene von Konya (türkisch Konya Ovası) auf etwa 1200 Metern Meereshöhe, fast im geographischen Zentrum Anatoliens. Die Hochebene hat keinen Abfluss zum Meer, sondern nur lokale Flüsse, die in Binnenseen münden. Im Umkreis wird sie von einigen bis 2300 Meter hohen Bergen überragt, der nördlichen Fortsetzung des Taurusgebirges. Westlich liegt die Altınapa-Talsperre.

## Bevölkerungsentwicklung
| Kreis                 |           | 1990      | 2000      | 2007      | 2008      | 2009      | 2010      | 2011      | 2012      |
| --------------------- | --------- | --------- | --------- | --------- | --------- | --------- | --------- | --------- | --------- |
| Karatay               | insgesamt | 169.001   | 214.589   | 248.826   | 253.745   | 257.639   | 263.071   | 271.435   | 275.987   |
|                       | städtisch | 142.678   | 183.677   | 229.995   | 231.909   | 235.958   | 242.495   | 251.272   | 256.455   |
|                       | ländlich  | 26.323    | 30.912    | 18.831    | 21.836    | 21.681    | 20.576    | 20.163    | 19.532    |
| Meram                 | insgesamt | 213.664   | 267.878   | 304.696   | 304.570   | 309.276   | 314.421   | 321.058   | 326.444   |
|                       | städtisch | 182.444   | 231.386   | 282.523   | 289.143   | 292.422   | 298.169   | 305.331   | 311.312   |
|                       | ländlich  | 31.220    | 36.492    | 22.173    | 15.427    | 16.854    | 16.252    | 15.727    | 15.132    |
| Selçuklu              | insgesamt | 202.154   | 348.329   | 466.233   | 472.436   | 487.899   | 508.102   | 529.514   | 552.110   |
|                       | städtisch | 188.224   | 327.627   | 454.537   | 459.921   | 474.993   | 495.363   | 517.188   | 540.119   |
|                       | ländlich  | 13.930    | 20.702    | 11.696    | 12.515    | 12.906    | 12.739    | 12.326    | 11.991    |
| „Kernstadt“           | insgesamt | 584.819   | 830.796   | 1.019.755 | 1.030.751 | 1.054.814 | 1.085.594 | 1.122.007 | 1.154.541 |
|                       | städtisch | 513.346   | 742.690   | 967.055   | 980.973   | 1.003.373 | 1.036.027 | 1.073.791 | 1.107.886 |
|                       | ländlich  | 71.473    | 88.106    | 52.700    | 49.778    | 51.441    | 49.567    | 48.216    | 46.655    |
| zum Vergleich Provinz | insgesamt | 1.750.303 | 2.192.166 | 1.959.082 | 1.969.868 | 1.992.675 | 2.013.845 | 2.038.555 | 2.052.281 |
| zum Vergleich Provinz | städtisch | 963.128   | 1.294.817 | 1.938.926 | 1.947.267 | 1.970.163 | 1.991.824 | 2.016.951 | 2.031.235 |
| zum Vergleich Provinz | ländlich  | 787.175   | 897.349   | 20.156    | 22.601    | 22.512    | 22.021    | 21.604    | 21.046    |

Bei der Gebietsreform 2013/2014 wurden die Dörfer und die einzelnen Mahalle der Belediye zu je einem Mahalle zusammengelegt und dem jeweiligen Landkreis/Stadtbezirk untergeordnet.
| Kreis      | 2013      | 2014      | 2015      | 2016      | 2017      | 2018      | 2019      | 2020      |
| ---------- | --------- | --------- | --------- | --------- | --------- | --------- | --------- | --------- |
| Karatay    | 286.355   | 295.332   | 302.392   | 308.983   | 315.959   | 323.659   | 338.976   | 351.422   |
| Meram      | 333.988   | 340.817   | 343.384   | 346.366   | 345.813   | 342.315   | 344.546   | 344.549   |
| Selçuklu   | 565.093   | 584.644   | 604.706   | 622.846   | 639.450   | 648.850   | 662.808   | 663.280   |
| Summe      | 1.185.436 | 1.220.793 | 1.250.482 | 1.278.195 | 1.301.222 | 1.314.824 | 1.346.330 | 1.359.251 |
| Provinz    | 2.079.225 | 2.108.808 | 2.130.544 | 2.161.303 | 2.180.149 | 2.205.609 | 2.232.374 | 2.250.020 |
| Anteil (%) | 57,01     | 57,89     | 58,69     | 59,14     | 59,69     | 59,61     | 60,31     | 60,41     |

### Stadtentwicklung
Nachfolgende Tabelle gibt Auskunft über die Entwicklung der Einwohnerzahlen von Stadt (Şehir), Kreis (İlçe) und Provinz (İl) Konya. Die Zahlen wurden den als PDF-Dateien veröffentlichten Ergebnisse der Volkszählungen der angegebenen Jahre entnommen, abrufbar über die Bibliothek des TURKSTAT (TÜİK)
|           | 1927       | 1935       | 1940       | 1945       | 1950       | 1955       | 1960       | 1965       | 1970       | 1975       | 1980       | 1985       | 1990       | 2000       |
| --------- | ---------- | ---------- | ---------- | ---------- | ---------- | ---------- | ---------- | ---------- | ---------- | ---------- | ---------- | ---------- | ---------- | ---------- |
| Stadt     | 47.286     | 52.093     | 56.465     | 58.457     | 64.434     | 92.236     | 119.841    | 157.934    | 200.464    | 246.727    | 329.139    | 439.181    | 513.346    | 742.690    |
| Kreis     | 103.563    | 102.819    | 112.008    | 118.753    | 129.407    | 161.104    | 201.679    | 242.414    | 292.560    | 339.203    | 430.149    | 521.287    | 584.819    | 830.796    |
| Provinz00 | 504.384    | 569.684    | 620.936    | 661.877    | 741.026    | 847.723    | 982.422    | 1.122.622  | 1.280.239  | 1.422.461  | 1.562.139  | 1.769.050  | 1.750.303  | 2.192.166  |
| Türkei    | 13.648.270 | 16.158.018 | 17.820.950 | 18.790.174 | 20.947.188 | 24.064.763 | 27.754.820 | 31.391.421 | 35.605.176 | 40.347.719 | 44.736.957 | 50.664.458 | 56.473.035 | 67.803.927 |

## Klimatabelle
Konya ist geprägt durch Kontinentalklima mit kalten, schneereichen Wintern (Durchschnittstemperatur 0 °C bis 2 °C) und heißen, trockenen Sommern (Durchschnittstemperatur 20 °C bis 24 °C). Zwar fällt Niederschlag das ganze Jahr hindurch, doch ist eine ausgeprägte Trockenphase in den Sommermonaten feststellbar. Nach Wladimir Köppen lässt sich der Standort als semiarides Steppenklimat beschreiben (BSk).
|                        | Jan  | Feb  | Mär  | Apr  | Mai  | Jun  | Jul  | Aug  | Sep  | Okt  | Nov  | Dez  |   |       |
| Mittl. Temperatur (°C) | −0,2 | 0,8  | 5,5  | 11,0 | 15,7 | 20,4 | 23,6 | 23,4 | 18,9 | 12,7 | 5,8  | 1,6  | ⌀ | 11,7  |
| Mittl. Tagesmax. (°C)  | 4,8  | 6,5  | 12,0 | 17,6 | 22,4 | 27,1 | 30,4 | 30,4 | 26,5 | 20,0 | 12,3 | 6,3  | ⌀ | 18,1  |
| Mittl. Tagesmin. (°C)  | −4,2 | −3,8 | −0,3 | 4,5  | 8,7  | 13,1 | 16,5 | 16,3 | 11,6 | 6,4  | 0,7  | −2,4 | ⌀ | 5,6   |
|                        |      |      |      |      |      |      |      |      |      |      |      |      |   |       |
| Niederschlag (mm)      | 30,8 | 23,2 | 25,5 | 35,9 | 38,6 | 20,5 | 7,8  | 5,6  | 11,3 | 29,7 | 39,0 | 43,9 | Σ | 311,8 |
|                        |      |      |      |      |      |      |      |      |      |      |      |      |   |       |
| Sonnenstunden (h/d)    | 3,3  | 4,7  | 6,2  | 7,1  | 8,6  | 10,2 | 11,0 | 10,8 | 9,4  | 7,1  | 4,9  | 3,2  | ⌀ | 7,2   |
|                        |      |      |      |      |      |      |      |      |      |      |      |      |   |       |
| Regentage (d)          | 9,0  | 8,7  | 8,6  | 10,5 | 10,6 | 6,2  | 2,4  | 1,7  | 2,9  | 6,2  | 7,3  | 9,0  | Σ | 83,1  |
|                        |      |      |      |      |      |      |      |      |      |      |      |      |   |       |
| Luftfeuchtigkeit (%)   | 79   | 74   | 65   | 57   | 56   | 50   | 41   | 40   | 46   | 58   | 72   | 80   | ⌀ | 59,8  |

| −4,2 |

| −3,8 |

| −0,3 |

| 4,5 |

| 8,7 |

| 13,1 |

| 16,5 |

| 16,3 |

| 11,6 |

| 6,4 |

| 0,7 |

| −2,4 |

| −4,2 |

| −3,8 |

| −0,3 |

| 4,5 |

| 8,7 |

| 13,1 |

| 16,5 |

| 16,3 |

| 11,6 |

| 6,4 |

| 0,7 |

| −2,4 |

## Geschichte
Der antike Name der Stadt war Ikonion – in römischer Zeit Iconium – und ist seit dem 4. Jahrhundert v. Chr. nachgewiesen. Möglicherweise ist dieser Name mit Ikkunawija zu verbinden, einer in hethitischen Quellen zwischen ca. 1500 und 1200 v. Chr. mehrfach bezeugten Stadt.
Die Städte der römischen Teilprovinz Lycaonia gehörten in griechischer Zeit meist zu Phrygien. Bei Ausgrabungen im Zentrum der Stadt (Aladdin-Tepe) wurden Funde gemacht, die dem phrygischen Kunsthandwerk ähneln. Das Gebiet wurde 25 n. Chr. zeitweise der römischen Provinz Galatien zugerechnet bzw. dem östlich angrenzenden Kappadokien oder den Südregionen Pisidien bzw. Pamphylien. Nachdem der römische Kaiser Claudius (regierte 41–54 n. Chr.) hier Veteranen angesiedelt hatte, hieß die Stadt Colonia Claudia Iconium, wobei sich auf Münzen und einer Inschrift aus dieser Zeit auch die Kurzform Claudiconium findet. Die Stadt gilt als Geburtsort der Heiligen Thekla und wird im Zusammenhang mit Paulus in der Bibel (Apg 14,1-5 ) sowie (Apg 14,21 ) erwähnt.
Im 11./12. Jahrhundert eroberten die Seldschuken die Region und der Teilstamm der Rum-Seldschuken gründete in Anatolien ein unabhängiges Sultanat, dessen blühende Hauptstadt seit Kılıç Arslan I. Ikonion war. Die Rum-Seldschuken brachten einen Aufschwung des Handels mit sich. Russische Pelze, Cobalt, Seide, Baumwolle, Sklaven und Pferde gegen Edelsteine, Gold und Silber; Getreide, Tuch und Waffen aus dem Westen gegen Gewürze, Zucker, Moschus und Aloesaft aus Ägypten und Mesopotamien. Die Stadt erhielt eine Stadtmauer mit 108 Türmen, welche im Verlauf des 19. Jahrhunderts abgerissen wurde.
Auf dem Dritten Kreuzzug schlug Friedrich Barbarossa hier 1190 die Schlacht von Ikonion.
Nach dem Untergang der Rum-Seldschuken 1307 herrschten die Karamaniden über Konya. 1442 schlugen die Osmanen unter Murad II. die Karamaniden und Konya blieb bis zum Ende des Ersten Weltkrieges Teil des Osmanischen Reiches. Am 21. Dezember 1832 schlug hier Ibrahim Pascha den osmanischen Großwesir vernichtend. Damit wurde die Herrschaft seines Vaters, des Vizekönigs von Ägypten Muhammad Ali Pascha, über Syrien vorerst gesichert. Seit 1923 ist Konya Teil der Türkei.
In osmanischer Zeit war Konya ein bedeutendes religiöses Zentrum. Nach dem Verbot der Sufiorden durch Atatürk entwickelte es sich daher zu einer Hochburg der islamisch-konservativen Opposition. Die Stimmenanteile islamischer Parteien sind stets unter den landesweit höchsten. In der römisch-katholischen Kirche bildet es ein Titularerzbistum.
Am 15. Juni 1987 wurde Konya durch die Entscheidung des Ministerrates in eine Großstadtgemeinde (Büyükşehir) umgewandelt. Mit dem Gesetz Nr. 3399 wurde der zentrale Landkreis (Ilce Merkez) aufgelöst und in drei annähernd gleich große Kreise aufgeteilt: Karatay im Westen, Meram im Süden sowie Selçuklu im Norden. 1990 wurde von letzterem noch ein kleiner Teil, der westlich gelegene Kreis Derbent, abgetrennt.

## Stadtbild

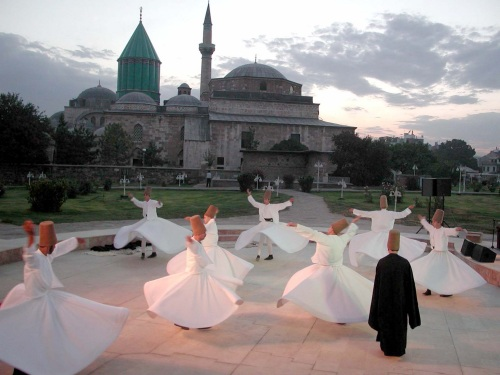
Mevlânâ-Museum

Das Wahrzeichen der Stadt ist das Mausoleum von Mevlânâ Dschalal ad-Din Rumi, dem Begründer des Mevleviordens, heute ein Museum und Wallfahrtsort frommer Muslime und Anhänger des Sufismus. Daneben befinden sich in Konya bedeutende Baudenkmäler aus der Zeit der Seldschuken.
Der 2006 fertiggestellte Selçuklu Kulesi, der „Seldschukische Turm“, benannt nach seiner Lage im Stadtteil Selçuklu, ist mit 163 Metern das höchste Gebäude in Zentralanatolien und das elfthöchste Hochhaus in der Türkei. Er hat 42 Stockwerke, die beiden oberen Stockwerke drehen sich um die eigene Achse.

## Wirtschaft und Infrastruktur

### Verkehr

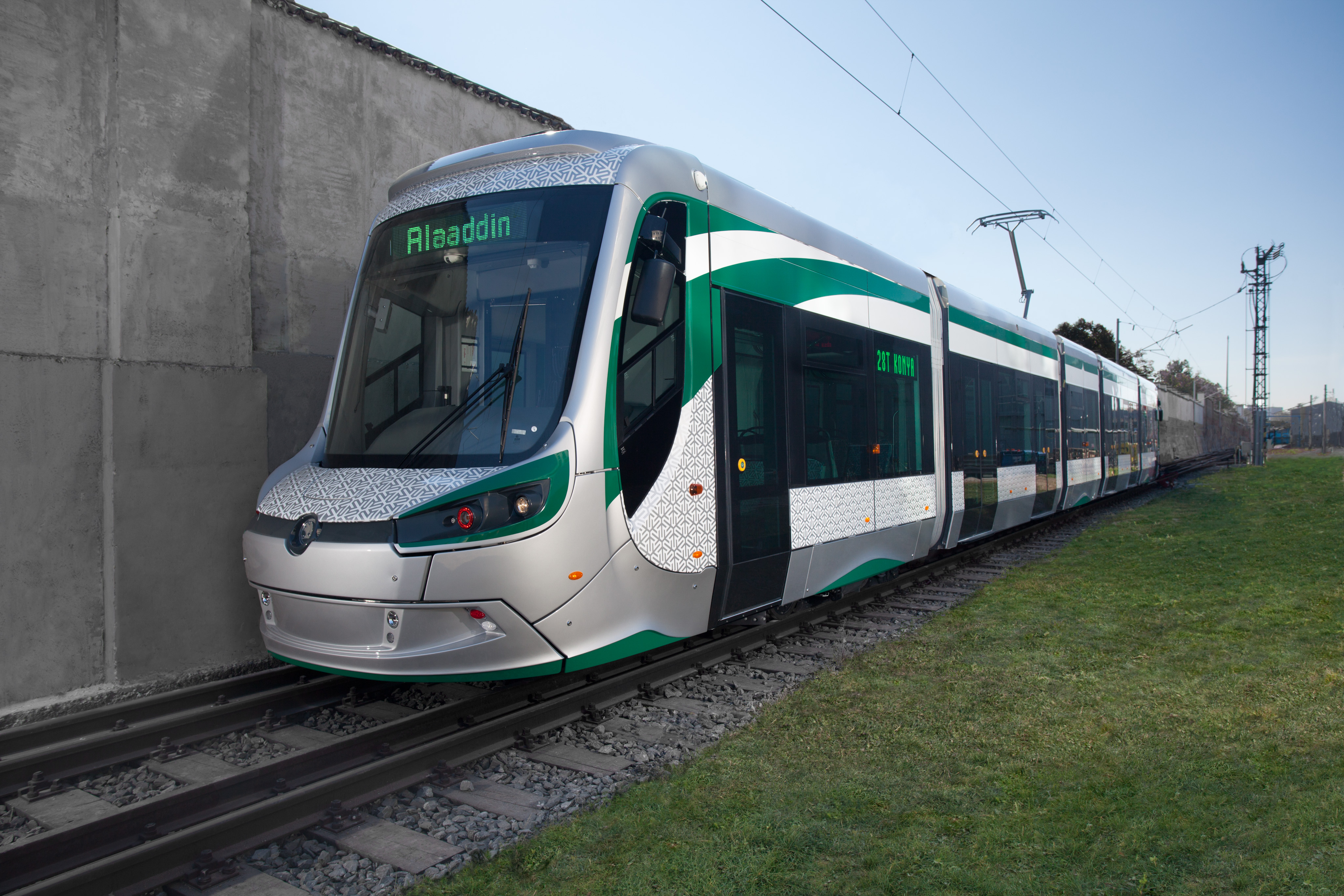
Škoda-Straßenbahn für Konya

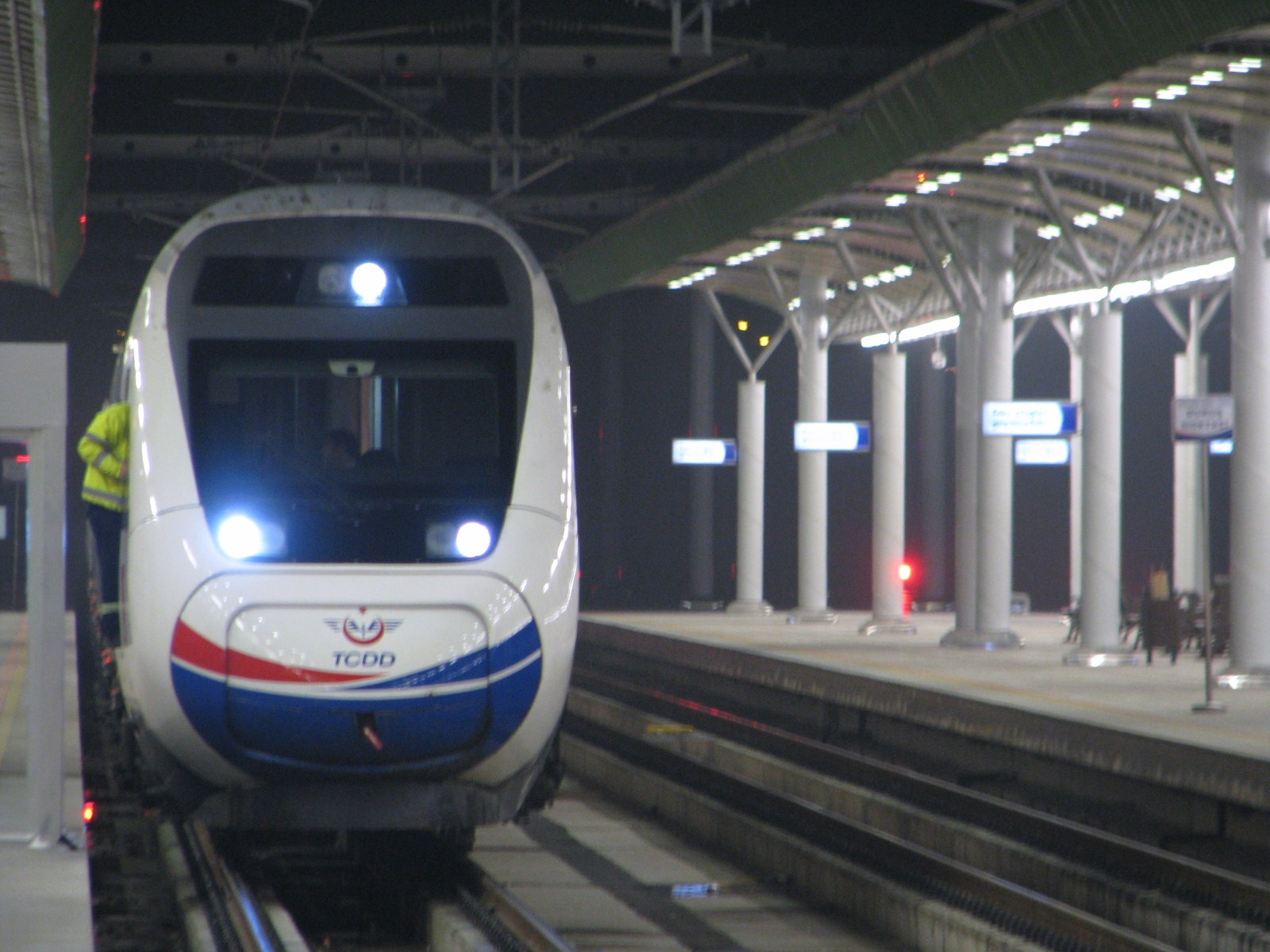
HT65000-Hochgeschwindigkeitszug im Bahnhof Konya

Konya besitzt seit dem Jahr 2000 einen Flughafen, den rund 18 Kilometer nördlich gelegenen Flughafen Konya, der auch als NATO-Basis militärisch genutzt wird.
Konya ist Ausgangspunkt der Bagdadbahn.
Seit 1992 wird die Straßenbahn Konya betrieben, deren Streckennetz nach mehreren Erweiterungen seit 2015 eine Länge von 25,4 km hat.
Auf dem Straßenbahnnetz von Konya wurden auch die für die Stadtbahn in Gaziantep in einem Lok- und Wagenwerk in Eskişehir umgebauten ehemaligen Pt-Wagen der Straßenbahn Frankfurt am Main erprobt. Weder in Eskişehir noch in Gaziantep konnte wegen der fehlenden geeigneten Infrastruktur ein Probebetrieb durchgeführt werden.
2011 wurde die Hochgeschwindigkeitsstrecke Ankara–Konya eröffnet. Die rund 300 Kilometer Entfernung werden seitdem in 90 Minuten zurückgelegt. Die Hochgeschwindigkeitsbahn nach Istanbul-Pendik benötigt viereinhalb Stunden.
Konya ist bis heute nicht an das türkische Autobahnnetz angeschlossen. Entlang der D-715 Richtung Ankara befinden sich zahlreiche Firmen.

### Tourismus
Konya ist das Ziel von etwa zwei Millionen meist türkischer Touristen, die besonders das Mausoleum sehen wollen. Rund 40 Kilometer südöstlich von Konya befindet sich Çatalhöyük, eine der ältesten Siedlungen der Menschheit. In der Umgebung befinden sich Ak Manastir, die antike Stadt Kilistra, Kara Höyük sowie der Wasserfall Hadim Selale.

### Städtepartnerschaften
Konya unterhält seit 1996 eine Partnerschaft mit Xi’an, Volksrepublik China.

## Kultur

### Sehenswürdigkeiten

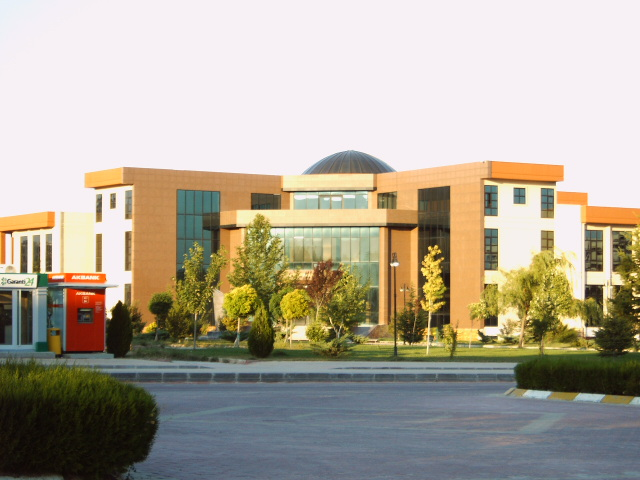
Bibliothek und das Archiv der Selçuk-Universität

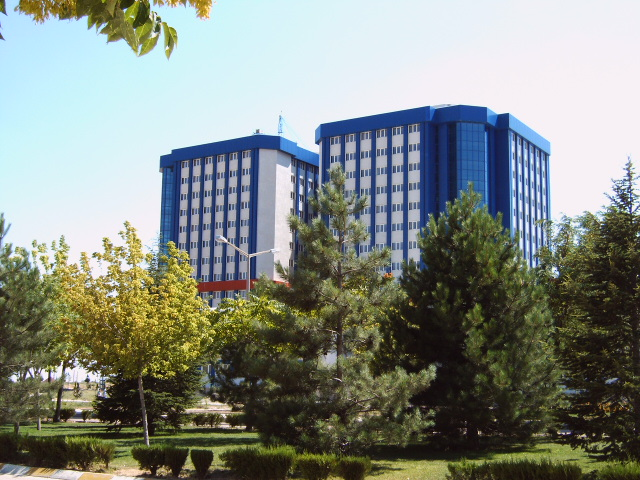
Medizinische Fakultät der Selçuk-Universität

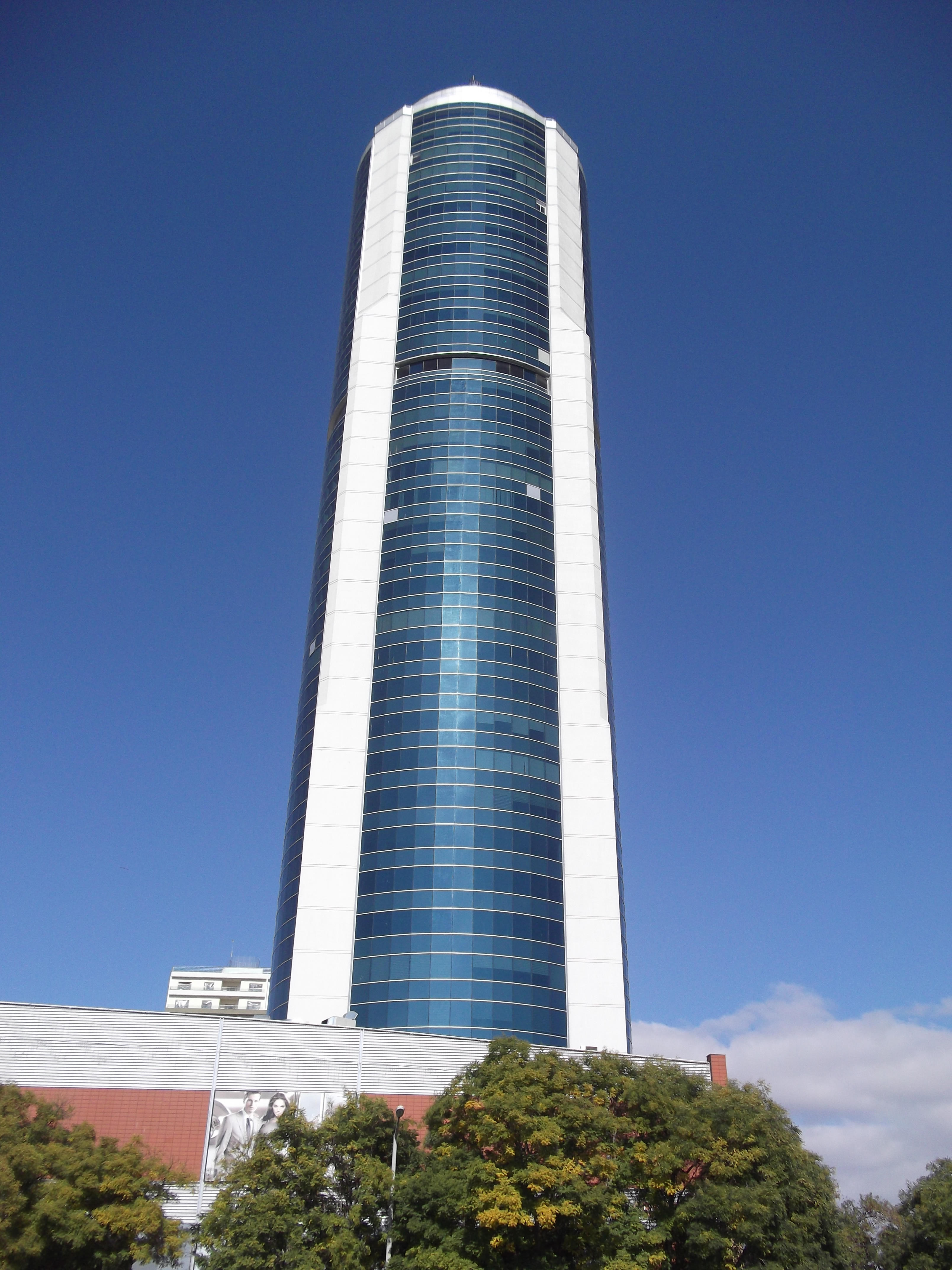
Selçuklu Kulesi

Die Hacı-Veyiszade-Moschee gilt als besonders sehenswert. Zu den sehenswerten Museen gehört das Karatay-Museum, das Archäologiemuseum, das Ethnografische Museum und das Atatürk-Museum. Hinzu kommen die Sırçalı-Medrese, die İnce-Minare-Medrese, der Kubudabad-Palast und der Aladin-Hügel (Alahaddin Tepesi).
Einen hohen Bekanntheitsgrad genießen auch die heute noch in mehreren Gruppen organisierten tanzenden Derwische der Mevlevis, die mittlerweile zu einer touristischen Attraktion geworden sind. Seit 1954 darf der Mevlevi-Tanz Sema anlässlich des Jahrestages von Dschalal ad-Din Rumis Tod am 17. Dezember wieder in einer Sporthalle vollzogen werden, nachdem am 2. September 1925 Atatürk, der Gründer der Türkischen Republik, solche religiösen Aktivitäten durch Beschluss der Großen Nationalversammlung der Türkei hatte verbieten lassen.
Sille, ein ehemaliges Dorf 8 km nordwestlich vom Zentrum entfernt, ist mit seinen restaurierten Moscheen und Kirchen, Höhlenkirchen, Katakomben und traditionellen Häusern ein neuer Anlaufspunkt für Kultur- und Glaubensreisen in Konya.

### Medien
Konya ist Sitz des lokalen Senders Kon-tv.

### Universität
Die Selçuk Üniversitesi in Konya besteht aus 16 Fakultäten, einer Fremdsprachenhochschule, einem staatlichen Konservatorium, drei Gesundheithochschulen, 25 Berufshochschulen, vier Instituten, zwei Sporthochschulen und 13 Forschungs- und Entwicklungszentren. Mit mehr als 85.000 Studenten ist sie zahlenmäßig die größte Universität der Türkei.

## Politik

### Stadtrat
| Partei / Liste                     | Wahl 2019     | Wahl 2019                                                                        |
| Partei / Liste                     | Stimmenanteil | Sitze                                                                            |
| ---------------------------------- | ------------- | -------------------------------------------------------------------------------- |
| Volksallianz (AKP-MHP)             | 64,5 %        | Volksallianz 118 AKP 101MHP 17 Bündnis der Nation 9 CHP 7İYİ 2 Unabh. 2SP 1HDP 1 |
| Bündnis der Nation (CHP-IYI)       | 22,2 %        | Volksallianz 118 AKP 101MHP 17 Bündnis der Nation 9 CHP 7İYİ 2 Unabh. 2SP 1HDP 1 |
| Büyük Birlik Partisi (BBP)         | 5,3 %         | Volksallianz 118 AKP 101MHP 17 Bündnis der Nation 9 CHP 7İYİ 2 Unabh. 2SP 1HDP 1 |
| Saadet Partisi (SAADET)            | 3,9 %         | Volksallianz 118 AKP 101MHP 17 Bündnis der Nation 9 CHP 7İYİ 2 Unabh. 2SP 1HDP 1 |
| Unabhängige                        | 1,7 %         | Volksallianz 118 AKP 101MHP 17 Bündnis der Nation 9 CHP 7İYİ 2 Unabh. 2SP 1HDP 1 |
| Halkların Demokratik Partisi (HDP) | 1,1 %         | Volksallianz 118 AKP 101MHP 17 Bündnis der Nation 9 CHP 7İYİ 2 Unabh. 2SP 1HDP 1 |

## Persönlichkeiten
- Tertius von Iconium, Jünger Christi im Urchristentum
- Dschalāl ad-Dīn ar-Rūmī (1207–1273), Dichter, Gelehrter
- Jacques Sayabalian (1888–1915), armenischer Journalist, Übersetzer und Hilfskonsul
- Léonce Tchantayan (1908–1990), armenisch-katholischer Bischof der Eparchie Ispahan
- Cemal Kutay (1909–2006), Schriftsteller und Historiker
- Vartan İhmalyan (1913–1987), armenischer Schriftsteller und Bauingenieur
- Kundeyt Şurdum (1937–2016), deutschsprachiger Lyriker und Redakteur
- Rıfat Çalışkan (1940–2009), Radrennfahrer
- Saliha Scheinhardt (* 1946), Schriftstellerin
- Seyit Kırmızı (* 1950), Radrennfahrer
- Mevlüt Asar (* 1951), Schriftsteller und Dichter
- Eyüp Can (* 1964), Boxsportler
- Mustafa Yıldızdoğan (* 1966), Musiker
- Emin Alper (* 1974), Filmregisseur
- Eypio (* 1983), Rapper
- Miraç Kal (* 1987), Radrennfahrer
- Cemal Kütahya (1990–2023), Handballspieler
- Musa Çağıran (* 1992), Fußballspieler
- Aleyna Tilki (* 2000), Popsängerin
- İlyas Çanakçı (* 2001), Leichtathlet